# Ołeh Żeniuch
Ołeh Wasyloowycz Żeniuch, ukr. Олег Васильович Женюх (ur. 22 marca 1987 we Lwowie) – ukraiński piłkarz, grający na pozycji pomocnika.

## Kariera piłkarska

### Kariera klubowa
Wychowanek klubu Karpaty Lwów, w którym występował w juniorskich mistrzostwach Ukrainy (DJuFL). W 2004 rozpoczął karierę piłkarską w farm klubie Hałyczyna-Karpaty Lwów. Potem bronił barw drugiej drużyny Karpat. 16 maja 2006 debiutował w podstawowej jedenastce w meczu z CSKA Kijów. 16 maja 2006 debiutował w Wyższej Lidze Ukrainy w meczu z Czornomorcem Odessa. Był powołany do młodzieżowej reprezentacji Ukrainy, ale przez kontuzje nie pojechał na mecz przeciwko Armenii. W czerwcu 2010 przeszedł do Wołyni Łuck.

## Sukcesy i odznaczenia

### Sukcesy klubowe
- srebrny medalista Pierwszej Lihi Ukrainy: 2006